# Sergio Moschetto
Sergio Moses Moschetto (Torino, 16 giugno 1968) è un musicista, chitarrista e cantautore italiano.

## Biografia
Sergio Moschetto in arte "Moses" si avvicina al mondo della musica sin da bambino. Nasce e cresce artisticamente a Torino e inizia a suonare la chitarra all'età di sei anni. Partecipa ad un saggio, presentato da Nunzio Filogamo al Teatro dell'Istituto Maffei e inizia la scuola di canto con il Maestro Adriano De Grandis. Nel 1991 è leader di una rock band torinese "Red Bank" e numerose sono le partecipazioni a trasmissioni televisive tra cui il Roxy Bar diretto da Red Ronnie. Nel 1996 inizia la sua avventura all'Accademia della Canzone presso il Teatro Ariston di Sanremo e nel 2000 vince il concorso canoro con la canzone "Nuvole". Nello stesso periodo entra a far parte de La Strana Società gruppo famoso a cavallo degli anni 70.
Sergio Moschetto partecipa alla 51ª Edizione del Festival di Sanremo 2001  con il brano "Maggie", scritto in collaborazione con Matteo di Franco, voce Sergio Moses e alla chitarra Alexandro Platzgummer.
Nel 2003 Giancarlo Golzi, batterista, musicista e paroliere dei Matia Bazar gli affida il ruolo di Mosè nel colossal musicale I dieci comandamenti.
Dal 2003 al 2010 si registra un susseguirsi di tournée in Italia, Europa, Brasile e in Asia. A Parigi al Palais De Bercy Sergio Moses si esibisce di fronte a 10000 persone. Nell'ottobre del 2003 è chiamato da Paolo Bonolis e diventa la voce dell'orchestra nel per il programma televisivo "Domenica In": Sergio Moses duetta con grandi artisti della musica internazionale: Lenny Kravitz, Elvis Costello, Quincy Jones, Anastasia, Gloria Gaynor, Renato Zero, Antonello Venditti, I Pooh, Gianna Nannini e molti altri artisti. Nel gennaio 2005 interrompe la sua partecipazione domenicale a Domenica In e torna ad essere "Mosè" e questa volta Sergio Moschetto si esibirà in lingua originale, francese.
Parte per il Giappone, Osaka e Tokyo e riscuote un grande successo collezionando teatri "sold out" in tutta la tournée asiatica. Il 7 agosto viene invitato a cantare a Castel Gandolfo di fronte al pontefice Benedetto XVI, una messa dedicata alla memoria di Giovanni Paolo II e a dicembre registra “Non siamo eroi” il nuovo singolo affiancato ad uno stupefacente videoclip. A marzo del 2006 è nuovamente in tournée in Corea a Seul ne I dieci comandamenti, poi 36 repliche a Parigi per la nuova stagione del Musical "Les dix commandements" registrando il tutto esaurito e nel marzo 2008 in Brasile. 
Nel 2013 partecipa ad una tournée nella storica formazione "La storia New Trolls".
Nel 2015 interpreta il ruolo di San Valentino nel musical Valentine's Secret.
Nel 2016 collabora con CirKo Vertigo e realizza lo spettacolo Moses Voice and the Sand Circus, show che entra a far parte della rassegna Eccentrika il 18 marzo 2016. /> 
Nel 2017 comincia a lavorare ad un nuovo disco con il produttore Marzio Francone presso la Snooky Records.
Nel 2018 prepara la nuova tournée insieme ai Band It, band composta da Marzio Francone (Batteria) Daniele Sinnonio (Chitarra) e Carmine Della Valle (Basso); nel 2019 completano la nuova formazione live e in studio di Sergio Moses. Sono in corso i lavori per la realizzazione del nuovo singolo che precederà il nuovo album.
Da più di 10 anni Sergio Moschetto esercita la professione di tecnico vocale con l'innovativo sistema S.V.F. (Set Your Voice  Free).
Nel marzo del 2019 inizia la sua collaborazione con la Gypsy Musical Academy in qualità di Tecnico Vocale.
Il 4 luglio 2021 nasce ED.MI Music Lab La scuola di musica e studio di registrazione di cui Sergio Moses è l'ideatore e il direttore.
Nel Marzo 2022 è in scena come protagonista del Musical "The Greatest Showman" nei panni di P.T. Barnum.
Il  1 settembre 2021 Sergio Moses forma e si esibisce live in "Duo Electric" con il musicista Tony De Gruttola.
Dal 3 MAGGIO 2023 veste i panni di Leonardo Da Vinci nell opera Rock Romantica "Da Vinci by Lisa"

## Discografia
- 2001 - Maggie
- 2002 - Nuvole
- 2003 - Perché sei nata donna
- 2003 - I dieci comandamenti Il Musical
- 2005 - Non siamo eroi
- 2006 - Fuori di me